# Liste der Kulturgüter in Walchwil
Die Liste der Kulturgüter in Walchwil enthält alle Objekte in der Gemeinde Walchwil im Kanton Zug, die gemäss der Haager Konvention zum Schutz von Kulturgut bei bewaffneten Konflikten, dem Bundesgesetz vom 20. Juni 2014 über den Schutz der Kulturgüter bei bewaffneten Konflikten sowie der Verordnung vom 29. Oktober 2014 über den Schutz der Kulturgüter bei bewaffneten Konflikten unter Schutz stehen.
Objekte der Kategorie A sind im Gemeindegebiet nicht ausgewiesen, Objekte der Kategorie B sind vollständig in der Liste enthalten, Objekte der Kategorie C fehlen zurzeit (Stand: 1. Juli 2023). Unter übrige Baudenkmäler sind zusätzliche Objekte zu finden, die gemäss Angaben des kantonalen Denkmalschutzes als geschützte Denkmäler eingestuft wurden und nicht bereits in der Liste der Kulturgüter enthalten sind.

## Kulturgüter
| Foto |                                                                                      | Objekt                                                    | Kat. | Typ | Standort                            | Beschreibung |
| ---- | ------------------------------------------------------------------------------------ | --------------------------------------------------------- | ---- | --- | ----------------------------------- | ------------ |
| ja   | Datei hochladen · Wikidata zu Katholische Kirche St. Johannes der Täufer (Q29931430) | Katholische Kirche St. Johannes der Täufer KGS-Nr.: 07321 | B    | G   | Dorfstrasse 10 681683 / 217146      |              |
| ja   | Datei hochladen · Wikidata zu Reformierte Kirche (Q29931433)                         | Reformierte Kirche Walchwil KGS-Nr.: 07322                | B    | G   | Waldeggweg 2 681944 / 216737        |              |
| BW   | Datei hochladen · Wikidata zu Kapelle St. Antonius von Padua (Q29931428)             | Kapelle St. Antonius von Padua KGS-Nr.: 11794             | B    | G   | Geisswaldstrasse 1a 681648 / 217735 |              |

## Übrige Baudenkmäler
| ID   | Foto |                                                             | Objekt                           | Typ | Standort                             | Beschreibung |
| ---- | ---- | ----------------------------------------------------------- | -------------------------------- | --- | ------------------------------------ | ------------ |
| 11a  | BW   | Datei hochladen                                             | Wohnhaus / Bauernhaus            | G   | Juhen 682429 / 216272                |              |
| 17d  | BW   | Datei hochladen                                             | Kapelle St. Elisabeth            | G   | Hinterbergstrasse 41 682426 / 216602 |              |
| 32a  | BW   | Datei hochladen                                             | Pfarrhaus / Pfarrpfrund          | G   | Kirchgasse 8 681620 / 217117         |              |
| 33a  | ja   | Datei hochladen · Wikidata zu Gasthaus «Engel» (Q135038158) | Gasthaus «Engel»                 | G   | Artherstrasse 1 681579 / 217063      |              |
| 40a  | BW   | Datei hochladen                                             | Wohnhaus Eichhof                 | G   | Eichhofweg 2 681679 / 217212         |              |
| 44a  | BW   | Datei hochladen                                             | Altes Pfarrhaus                  | G   | Dorfstrasse 15 681710 / 217190       |              |
| 58a  | BW   | Datei hochladen                                             | Wohnhaus / Bauernhaus            | G   | Forchwaldstrasse 4 681608 / 217484   |              |
| 58c  | BW   | Datei hochladen                                             | Brennhaus / Sennhütte            | G   | Forchwaldstrasse 4 681600 / 217495   |              |
| 67a  | BW   | Datei hochladen                                             | Wohnhaus / Bauernhaus Dürrenburg | G   | Vorderbergstrasse 39 681551 / 217833 |              |
| 147a | BW   | Datei hochladen                                             | Gasthaus «Löwen»                 | G   | Zugerstrasse 96 680595 / 218727      |              |
| 903a | BW   | Datei hochladen                                             | Wohnhaus / Bauernhaus Blimoos    | G   | Geisswaldstrasse 4 681667 / 217675   |              |

Legende: Siehe Legende der Liste der Kulturgüter von nationaler und regionaler Bedeutung. Anstelle der KGS-Nummer wird als Objekt-Identifikator (ID) die Versicherungsnummer des entsprechenden Objekts angegeben. Diese enthält einen Buchstaben am Ende. In wenigen Fällen stehen auch Nummern ohne Buchstaben; dann bezeichnen sie die Grundstücksnummer.